# Elisabeth Wesmael
Elisabeth Wesmael (Bergen, 15 oktober 1863 - Laken, 13 november 1953) was een Belgisch grafisch kunstenares.

## Levensloop

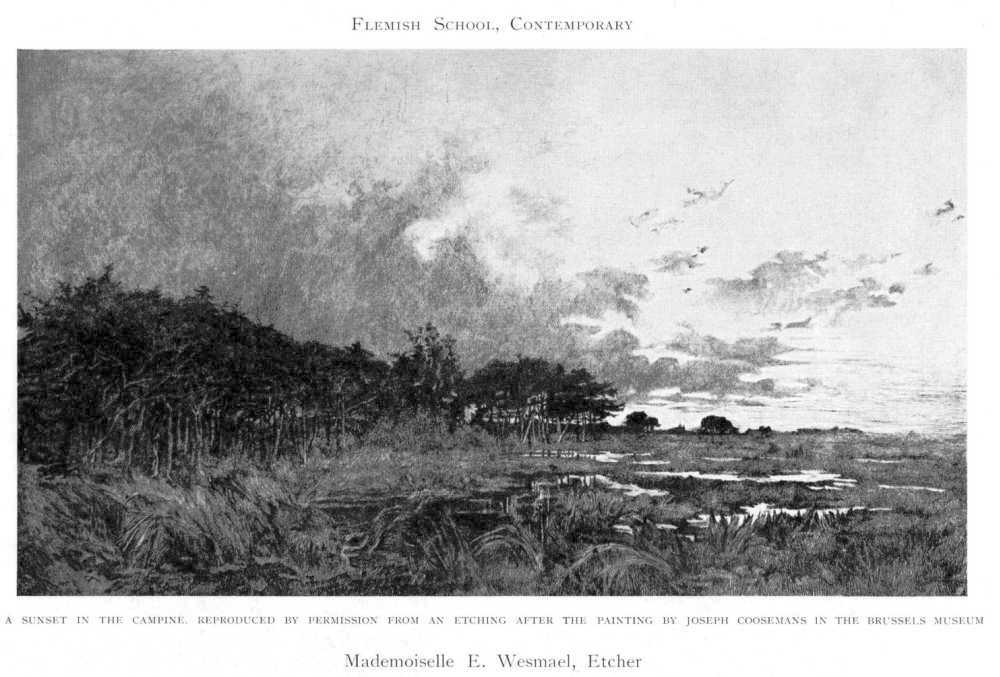
Nagravering "Sparrenbos in de Kempen" van Joseph Coosemans

Elisa Julie Colette Wesmael werd geboren in 1863. Haar vader was Alfred Wesmael, die de Waux-Hall in Bergen bestuurde.
Wesmael studeerde ca. 1883-1884 aan de Academie van Bergen bij Auguste Danse. Ze tekende en etste vooral. Haar vroege oeuvre bestaat hoofdzakelijk uit nagraveringen van landschappen van iets oudere tijdgenoten (net zoals ook Paul Craps deed onder invloed van Danse). Voorbeelden zijn etsen naar "Sparrenbos in de Kempen" van Joseph Coosemans en naar "Het uitgaan van de Vespers" van Franz Courtens, beide uit het museum in Brussel. Naderhand ging ze voornamelijk landschappen etsen, vooral zichten uit de Ardennen ("De Samber te Thuin", "Thuin. La ville basse", "Touët de Beuil", "De Ourthe te Esneux", ...).
Haar tekeningen zijn doorgaans ook landschappen: "Een hoekje in de tuin van Léon Souguenet", "Plateau de l'Ourthe", ...
Wesmael was lid van diverse kunstenaarsverenigingen, zoals L'Estampe en Société des Aquafortistes Belges.
Ze was gehuwd met de schrijver Maurice des Ombiaux (1868-1943) en was goed bevriend met Louise Danse, de dochter van haar leraar Auguste Danse, die zelf ook een goede grafisch kunstenares was.

Wesmael gebruikte zelf verschillende voornamen: Elisa (haar officiële naam), Elisabeth en Lisette. Haar familienaam wordt ook als "Wesmaël" geschreven.

Ooievaars
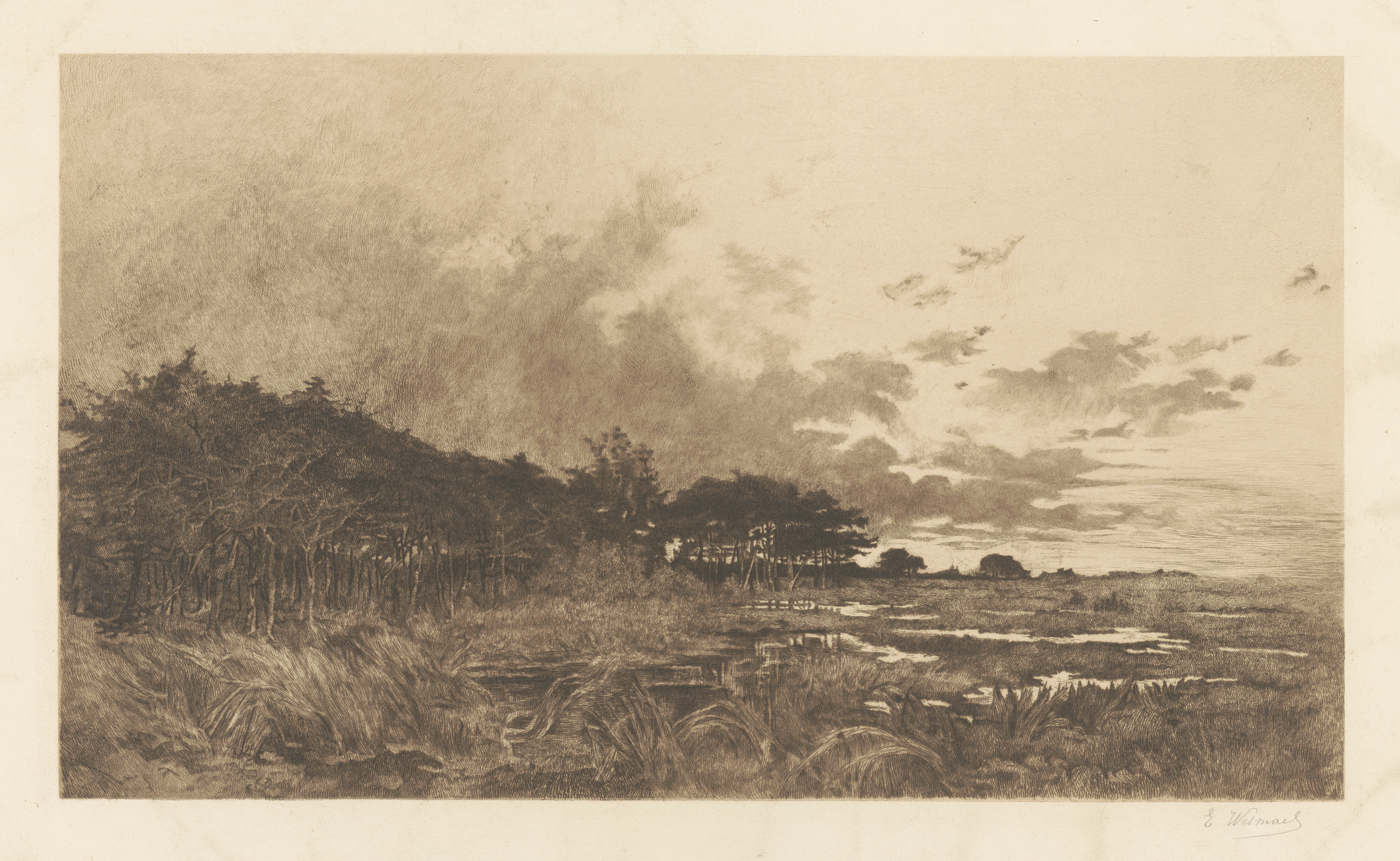
Les forêts de pins de la Campine
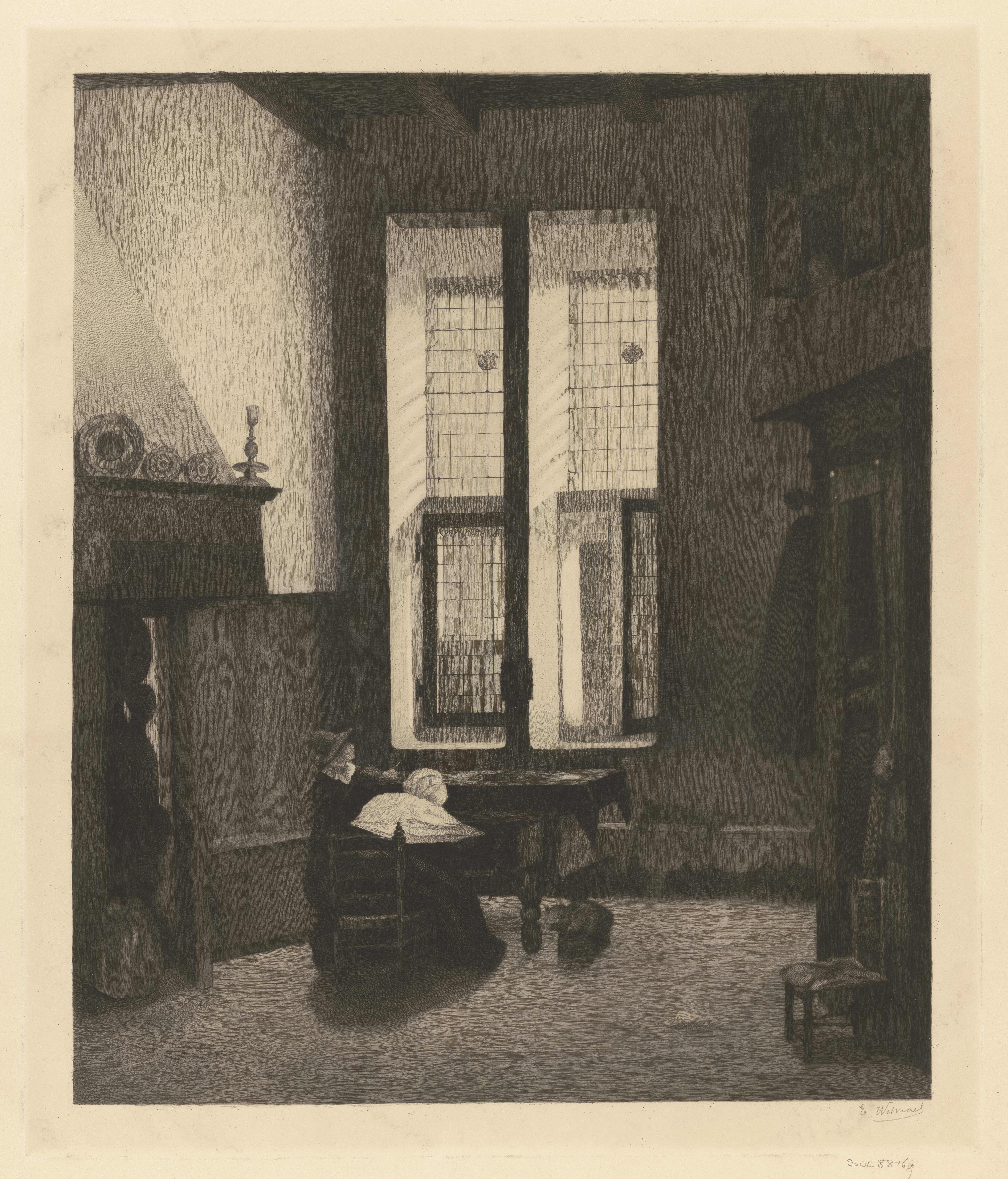
Interieur, Brussel Museum

## Tentoonstellingen
- 1907, Brussel, Salon 1907
- 1910, Brussel, L'Estampe. 4de Salon